# Театр Миколи Садовського

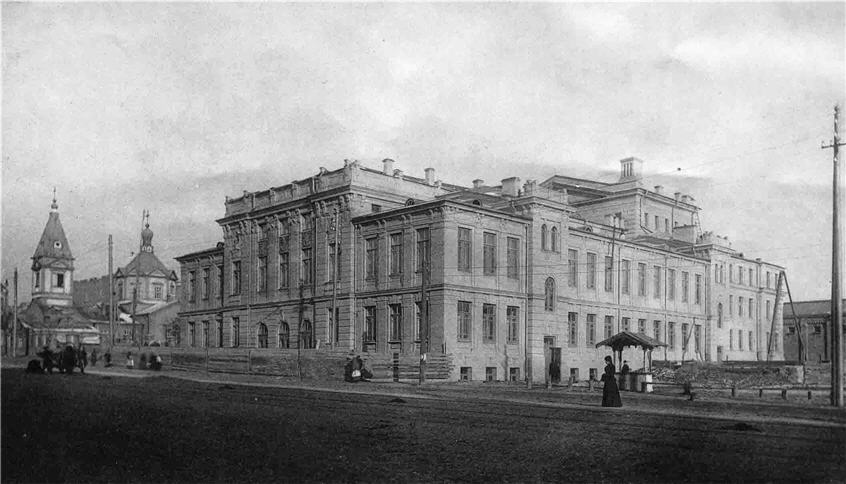
Будівля Троїцького народного дому, в якому діяв театр Миколи Садовського, нині театр оперети.

Театр М. Садовського. Декорації для п'єси «Ревізор». Макет у Музеї театрального, музичного та кіномистецтва України

Театр Миколи Садовського у Києві (1907–1919; власне Трупа українських артистів під керівництвом Миколи Садовського) — перший український стаціонарний професійний театр, заснований на базі пересувного театру М. Садовського, посталого 1906 у Полтаві.

## Відомості
У складі трупи були: М. Заньковецька, Л. Ліницька, Г. Борисоглібська, Г. Затиркевич-Карпинська, О. Полянська, М. Малиш-Федорець, О. Петляш, С. Тобілевич, Є. Хуторна, Ю. Милович, І. Ковалевський, О. Певний, В. Іванова, Т. Івлєв, П. Колесникова, С. Стадникова, С. Бутовський, І. О. Загорський, І. В. Загорський, О. Корольчук, Г. Маринич, Ф. Левицький, І. Мар'яненко, С. Паньківський, М. Петлішенко, Н. Богомолець-Лазурська, М. Валійська-Лебедєва, Н. Горленко, Є. Рибчинський (Тобілевич), М. Дніпрова-Приємська, Д. Мироненко, П. Коваленко, Л. Барвінок, М. Карлашов, Л. Кривицька, В. Леонтович (Бондаренко), І. Овдієнко, В. Старостинецька (недовгий час працювали Л. Курбас і Й. Стадник);
в оперному репертуарі: М. Литвиненко (Вольгемут), М. Микиша, І. Козловський, М. Гребінецька, З. Діброва та інші.
Головний режисер М. Садовський, його незмінний помічник М. Міленко;
декоратори В. Кричевський та І. Бурячок;
музичне оформлення М. Лисенка і К. Стеценка;
хормайстер, диригент і хореограф — Василь Верховинець, оперними виставами диригували Г. Єлінек, О. Кошиць і П. Гончаров.
У 1919 році в театрі працював Павло Тичина: спочатку білетером на ярусах, а потім — помічником хормейстера.
Основний репертуар — класика (Т. Шевченко, І. Карпенко-Карий, М. Кропивницький, І. Котляревський, М. Старицький, П. Мирний, І. Франко), яку Садовський час від часу поповнював п'єсами Лесі Українки («Камінний господар»), В. Винниченка («Молода кров», «Брехня»), Л. Старицької-Черняхівської («Гетьман Дорошенко», «Крила»), С. Черкасенка («Про що тирса шелестіла…», «Земля»), С. Васильченка («Куди вітер віє»), О. Олеся (етюди) та ін.
Репертуар збагатився також, хоч переважно без більшого успіху, перекладними п'єсами: Г. Геєрманса («Загибель надії»), А. Шніцлера («Забавки»), Я. Гордіна («Міреле Ефрос»), О. Ернста («Вихователь Флаксман»), М. Гоголя («Ревізор»), А. Чехова («Ведмідь»), Ґ. Запольської («Моральність пані Дульської»), Ю. Словацького («Мазепа») та операми («Продана наречена» Б. Сметани, «Галька» С. Монюшка, «Сільська честь» П. Масканьї, «Енеїда», «Утоплена», «Різдвяна ніч» М. Лисенка, «Роксоляна» Д. Січинського та ін.).
З 1912 В. Верховинець організував у театрі хореографічні вечори, а до побутових п'єс упровадив ориґінальні зразки народних танців. Т. М. С., ставлячи п'єси нової української драматургії, як також перекладну класику Заходу, завершив останній період неподільного панування етнографічно-побутового репертуару і в історії українського театру посів перехідне місце між побутовим і модерним театром.